# Narathip Kruearanya
Narathip Kruearanya (thailändisch นราธิป เครือรัญญา, * 19. Dezember 1995 in Bangkok), auch als Max bekannt, ist ein thailändischer Fußballspieler.

## Karriere
Narathip Kruearanya spielte 2017 beim Viertligisten Phitsanulok FC. Mit dem Verein aus Phitsanulok spielte er in der vierten Liga, der Thai League 4. Hier trat er mit dem Verein in der Northern Region an. 2018 wechselte er nach Pattaya zum Viertligisten Pattaya Discovery United FC. Pattaya spielte in der Eastern Region. 2020 unterschrieb er einen Vertrag beim Chonburi FC. Der Verein aus Chonburi, spielte in der ersten Liga, der Thai League. Sein Erstligadebüt gab er am 4. Spieltag (1. März 2020) bei der 0:1-Niederlage gegen Muangthong United. Hier wurde er in der 78. Minute für Teeratep Winothai eingewechselt. Für Chonburi bestritt er sechs Erstligaspiele. Im Mai 2021 wechselte er zum Ligakonkurrenten Suphanburi FC. Für den Verein aus Suphanburi stand er zweimal in der ersten Liga auf dem Spielfeld. Anfang Januar 2022 wechselte er nach Bangkok, wo er sich bis Saisonende dem Drittligisten Thonburi United FC anschloss. Im Juni 2022 wechselte er zu seinem ehemaligen Verein Pattaya Dolphins United. Für den Drittligisten absolvierte er sechs Ligaspiele in der Eastern Region der Liga. Nach der Hinserie wechselte er im Dezember 2022 in die Western Region zum Dragon Pathumwan Kanchanaburi FC. Am Ende der Saison feierte er mit Kanchanabur die Meisterschaft der Region sowie den Aufstieg in die zweite Liga. Für Kanchanaburi bestritt er 17 Ligaspiele. Nach dem Aufstieg verließ er den Verein und schloss sich Anfang August 2023 dem Zweitligisten Customs United FC an. Am Ende der Saison 2023/24 belegte er mit dem Klub den vorletzten Tabellenplatz und musste somit in die dritte Liga absteigen. Nach dem Abstieg verließ er den Verein und schloss sich zur neuen Saison im Juli 2024 dem Zweitligisten Pattaya United FC an. Nach neun Ligaspielen wurde sein Vertrag nach der Hinrunde 2024/25 nicht verlängert. Im Januar 2025 verpflichtete ihn der Drittligist Thonburi United FC. Mit dem Bangkoker Verein spielt er in der Western Region der Liga. Am 19. April 2025 stand er mit Thonburi im Finale des Thai League 3 Cups. Hier besiegte man im BG Stadium den Songkhla FC mit 5:4 im Elfmeterschießen.

## Erfolge
Dragon Pathumwan Kanchanaburi FC
- Thai League 3 – West: 2022/23  ▲

Thonburi United FC
- Thai League 3 Cup: 2024/25